# 1490-ті до н. е.

## Правителі
- фараони Єгипту Тутмос І та Тутмос ІІ.
- цар Вавилону Каштіліаш ІІІ;
- царі Ассирії Пузур-Ашур ІІІ та Еліль-Націр І;
- царі Міттані Шуттарна І та Парраттарна І;
- цар Хатті Телепіну.